# Allen Bunting
Allen Bunting, né le 16 novembre 1953 à Grangeville dans l'Idaho aux États-Unis, est un joueur et entraîneur de basket-ball professionnel franco-américain.

## Biographie

### Parcours joueur
- 1968 - 1971 :  Monte Vista High School, California
- 1971 - 1976 :  San Diego State Aztecs
- 1976 - 1977 :  London Metros
- 1977 - 1978 :  Milton Keynes
- 1978 - 1982 :  Hyères-Toulon Var Basket
- 1982 - 1988 :  Olympique Antibes
- 1991 - 1992 :  ALM Évreux Basket

### Parcours entraineur
- 1988 - 1989 :  Tours
- 1989 - 1992 :  ALM Évreux Basket